# هيروميتشي شينوهارا
هيروميتشي شينوهارا (باليابانية: 篠原弘道؛ بالكانا: しのはら　ひろみち) هو عسكري ياباني، ولد في 15 أغسطس 1913 في أوتسونوميا في اليابان، وتوفي في 27 أغسطس 1939.